# Зерновское муниципальное образование (Саратовская область)
Зерновское муниципальное образование — сельское поселение в Дергачёвском районе Саратовской области Российской Федерации.
Административный центр — посёлок Зерновой.

## История
Статус и границы сельского поселения установлены Законом Саратовской области от 27 декабря 2004 года № 87-ЗСО «О муниципальных образованиях, входящих в состав Дергачёвского муниципального района».
Законом Саратовской области от 22 апреля 2016 года № 47-ЗСО, были преобразованы, путём их объединения, Зерновское и Мирное муниципальные образования — в Зерновское муниципальное образование, наделённое статусом сельского поселения, с административным центром в посёлке Зерновой.

## Население
| 2010  | 2011  | 2012  | 2013  | 2014  | 2015 | 2016 |
| ----- | ----- | ----- | ----- | ----- | ---- | ---- |
| 666   | ↘664  | ↘650  | ↘626  | ↘611  | ↘588 | ↘568 |
| 2017  | 2018  | 2019  | 2020  | 2021  |      |      |
| ↗1201 | ↘1177 | ↘1126 | ↘1077 | ↘1014 |      |      |

## Состав сельского поселения
| № | Населённый пункт | Тип населённого пункта          | Население |
| - | ---------------- | ------------------------------- | --------- |
| 1 | Зерновой         | посёлок, административный центр | ↘456      |
| 2 | Золотуха         | село                            | ↘164      |
| 3 | Ильинка          | посёлок                         | 27        |
| 4 | Комсомольский    | посёлок                         | 21        |
| 5 | Мирный           | посёлок                         | ↘479      |
| 6 | Свободный        | посёлок                         | ↘235      |
| 7 | Славный          | посёлок                         | ↘118      |
| 8 | Чабанский        | посёлок                         | 19        |